# Hans von Schachtmeyer
Hans Ferdinand Rudolf von Schachtmeyer (ur. 6 listopada 1816 w Berlinie, zm. 8 listopada 1897 w Celle) – oficer Armii Cesarstwa Niemieckiego w stopniu generała piechoty, uczestnik wojny prusko-austriackiej i wojny prusko-francuskiej, dowódca XIII (Wirtemberskiego) Korpusu Armijnego.

## Życiorys
Służbę w Armii Królestwa Prus rozpoczął w 1833 roku w 2. Pułku Piechoty Gwardii, gdzie otrzymał stopień podporucznika (niem. Sekondeleutnant). Po odbyciu kursów w Szkole Wojennej w Berlinie, został przydzielony do nadzoru produkcji karabinów w fabryce w Sömmerdzie. W 1846 roku otrzymał zadanie przeprowadzenia prób z karabinem igłowym w Pułku Piechoty Rezerwy Gwardii w Spandau. Skuteczne wykonanie rozkazu zaowocowało przydzieleniem go do Departamentu Wojskowego Ministerstwa Wojny (niem. Allgemeinen Kriegsdepartement im Kriegsministerium) w 1848 roku. W 1852 roku, po awansie na kapitana (niem. Hauptmann), powierzono mu dowództwo nad kompanią w 1. Pułku Piechoty Gwardii. Po trzech latach służby w 1. Pułku, powrócił do Ministerstwa Wojny, gdzie został szefem komisji technicznej, testującej nowe uzbrojenie dla piechoty. W 1859 roku ponownie objął dowództwo nad kompanią w 1. Pułku Gwardii, a w 1860 roku został komendantem Batalionu Szkoleniowego Piechoty (niem. Lehr-Infanterie-Bataillon) w stopniu podpułkownika (niem. Oberstleutnant). W 1861 roku pułkownik (niem. Oberst) von Schachtmeyer został dowódcą 40. Pułku Fizylierów. Pełnił to stanowisko do wybuchu wojny z Austrią, kiedy został awansowany na generała majora (niem. Generalmajor) i powierzono mu brygadę piechoty wchodzącą w skład jednostki dowodzonej przez gen. Gustava von Beyera. Brał udział w bitwach pod Hünfeld i Hammelburgiem, gdzie został ranny w rękę. Po zawarciu pokoju objął dowództwo nad 41. Brygadą Piechoty. Po wybuchu wojny prusko-francuskiej awansował na generała porucznika (niem. Generalleutnant), dowódcę 21. Dywizji Piechoty. Na jej czele uczestniczył w bitwie pod Wissembourgiem i w bitwie pod Froeschwiller. Następnie objął tymczasowe dowództwo nad XI Korpusem Armijnym. Zastąpił na tym stanowisku gen. von Gersdorffa, śmiertelnie ranionego francuską kulą. Na czele Korpusu walczył pod Sedanem oraz przez krótki okres jego jednostka wchodziła w skład sił oblegających Paryż. W 1871 roku powrócił do 21. Dywizji Piechoty, która stacjonowała wówczas w Wesalu, a po podpisaniu pokoju frankfurckiego objął dowództwo nad 8. Dywizją Piechoty w Erfurcie. W 1875 roku został gubernatorem Strasbourga. Trzy lata później, w stopniu generała piechoty (niem. General der Infanterie), został transferowany do Armii Królestwa Wirtembergii, gdzie powierzono mu dowództwo nad XIII Korpusem Armijnym. W stan spoczynku przeszedł w 1886 roku pozostając szefem 34. Pułku Fizylierów. 

## Odznaczenia
Odznaczenia gen. von Schachtmeyera to między innymi:
- Order Orła Czarnego na łańcuchu
- Krzyż Wielki Orderu Orła Czerwonego z mieczami
- Wielki Komtur Orderu Hohenzollernów
- Order Pour le Mérite
- Order Orła Czerwonego II klasy z liśćmi dębu, mieczami i gwiazdą
- Krzyż Żelazny I klasy
- Kawaler I klasy Orderu Alberta Niedźwiedzia (Anhalt)
- Krzyż Wielki Orderu Zasługi Wojskowej (Bawaria)
- Medal Zasługi Wojskowej (Schaumburg-Lippe)
- Krzyż Zasługi Wojskowej II klasy (Meklemburgia)
- Krzyż Wielki Orderu Sokoła Białego z mieczami (Saksonia)
- Krzyż Wielki Orderu Ernestyńskiego z mieczami (Saksonia)
- Krzyż Zasługi I klasy z mieczami (Schwarzburg)
- Krzyż Wielki Orderu Zasługi Wojskowej (Wirtembergia)
- Krzyż Wielki Orderu Korony Wirtemberskiej (Wirtembergia)